# Saltillo (municipi)
Saltillo és un municipi de l'estat de Coahuila. Saltillo és el cap de municipi i principal centre de població d'aquesta municipalitat. Aquest municipi és a la part sud de l'estat de Coahuila. Limita al nord amb els municipis de Arteaga, al sud amb Zacatecas, a l'oest amb General Cepeda i a l'est amb Ramos Arizpe.